# GSG Guido de Brès
De GSG Guido, voluit Gereformeerde Scholengemeenschap Guido, (tot 2017 GSG Guido de Brès) is een scholengemeenschap in het voortgezet onderwijs in Amersfoort. De school is over twee vestigingen in de stad verdeeld. Ook is er een vestiging in Arnhem.

## Onderwijs
De GSG Guido biedt de volgende onderwijssoorten aan:
- Dakpanklas / Combinatieklas (havo-tl)
- voorbereidend middelbaar beroepsonderwijs (vmbo)
- hoger algemeen voortgezet onderwijs (havo)
- voorbereidend wetenschappelijk onderwijs (vwo)

De school herbergt ongeveer 1800 leerlingen en 200 medewerkers, en is vernoemd naar de zestiende-eeuwse Waalse kerkhervormer Guido de Brès. De oprichting dateert uit 1963.

## Identiteit
Wat betreft identiteit was de GSG Guido in eerste instantie alleen gericht op de Gereformeerde Kerken vrijgemaakt. Sinds 2018 is dit verruimd met de christelijke kerken in Nederland.

## Activiteiten
Elk jaar houdt de school een 'Grote Avond'. Tijdens deze talentenavond wordt onder meer gezongen en gedanst, toneelstukken en musicals opgevoerd en cabaret- en turnvoorstellingen gehouden. De 'Grote Avond' wordt elk jaar begin maart georganiseerd in theater Flint in Amersfoort.

## Locaties
In Amersfoort bevinden er zich 2 locaties, de Havo-locatie aan de Paladijnenweg in de wijk Schothorst. En de VMBO-locatie aan de Arnhemseweg welke in begin 2023 werd gesloopt en in 2024 een compleet nieuw schoolgebouw is gerealiseerd, hierdoor was deze locatie tussen 2022 en 2024 tijdelijk gevestigd aan de Hardwareweg in Amersfoort. In Arnhem bevind de school zich aan de Zijpendaalseweg.

## Bekende oud-leerlingen
- Melis van de Groep (1958), politicus[4]
- Gerwin van der Plaats (1977), organist